# Antonio Sacoto
Antonio Sacoto Salamea (Biblián, 30 de noviembre de 1932) es un crítico literario, catedrático y ensayista ecuatoriano. Es miembro de la Academia Ecuatoriana de la Lengua desde 2012, adicionalmente se ha desempeñado como director de estudios latinoamericanos y decano de la facultad de lenguas romances de la Universidad de la Ciudad de Nueva York.
Realizó sus estudios secundarios en el colegio Borja de la ciudad de Cuenca y los superiores en la Universidad de la Ciudad de Nueva York, donde obtuvo su bachillerato y su masterado en 1962 y 1964, respectivamente. Posteriormente realizó un doctorado en la Universidad de Columbia, en Nueva York. Su interés por la literatura nació a partir del indigenismo, tema del que trató en su primer libro, titulado The Indian in the Ecuadorian novel, a través del análisis la obra de Jorge Icaza y Juan León Mera. Posteriormente se interesó por la literatura indigenista de otros países de Latinoamérica.
La biblioteca municipal de la ciudad de Azogues está nombrada en su honor.

## Obras
A lo largo de su carrera como ensayista Sacoto ha publicado más de 18 libros, entre los que se cuentan:
- El indio en el ensayo hispanoamericano (1971)[6]
- Del ensayo hispanoamericano del siglo XIX (1988)[6]
- José Martí: Estudios y Antología (2003)[4]
- El cuento ecuatoriano 1970-2000 (2004)[5]
- Indianismo, indigenismo y neoindigenismo  en la novela ecuatoriana (2006)[7]
- La actual novela ecuatoriana y otros ensayos (2009)[8]
- La narrativa de Azuay y Cañar (2012)
- Siete novelas maestras (2019)[2]

## Reconocimientos
- Condecoración Benjamín Carrión (2006), otorgada por el vicepresidente Alejandro Serrano Aguilar.[9]
- Condecoración Jorge Carrera Andrade (2011), otorgada por la Casa de la Cultura Ecuatoriana.[10]